# Buenavista, Mazatlán Villa de Flores
Buenavista är en ort i Mexiko.   Den ligger i kommunen Mazatlán Villa de Flores och delstaten Oaxaca, i den sydöstra delen av landet, 280 km sydost om huvudstaden Mexico City. Buenavista ligger 986 meter över havet och antalet invånare är 107.
Terrängen runt Buenavista är bergig. Runt Buenavista är det ganska tätbefolkat, med 52 invånare per kvadratkilometer. Närmaste större samhälle är Huautla de Jiménez, 15,0 km norr om Buenavista. I omgivningarna runt Buenavista växer huvudsakligen savannskog.